# Catedral de la Asunción de la Virgen María (Rab)
La Catedral de la Asunción de la Virgen María es también conocida, sencillamente, como  Iglesia de la Asunción de la Virgen María (en croata: Katedrala Uznesenja Blažene Djevice Marije).  Es un templo católico que se encuentra ubicado en la isla de Rab, en Croacia. La iglesia es la antigua sede de la diócesis de Rab, abolida en 1828 y pertenece a la diócesis de Krk.
Recientes hallazgos arqueológicos indican que está construida sobre una iglesia cristiana primitiva que data de entre los siglos IV y V.  En el siglo IX fue reconstruida y decorada con nuevos elementos arquitectónicos, como el copón que todavía se cierne sobre el altar mayor. 
Su fachada del siglo XII y las influencias de la Toscana románica son evidentes. El campanario de la catedral fue construido en el siglo XV, después de que un rayo destruyó el original románico. 
En la segunda mitad del siglo XVI también le fueron incorporado el ábside de la capilla de La Santa Cruz y el altar con un crucifijo de madera colorido del Renacimiento tardío.
Contiene objetos litúrgicos y reliquias preciosas, incluyendo placas de cobre esmaltado y el relicario de San Cristóbal del siglo XII.